# Distrito Escolar Independiente de Gadsden
El Distrito Escolar Independiente de Gadsden (Gadsden Independent School District, GISD) es un distrito escolar de Nuevo México. Tiene su sede en Sunland Park.
El distrito sirve el sur del Condado de Doña Ana y el sur del Condado de Otero, con una superficie de 1.400 millas cuadradas.
A partir de 2015 tenía 14.200 estudiantes. A partir de 2015 el actual superintendente es Efren Yturralde.

## Escuelas
Escuelas preparatorias (high schools):
- Chaparral High School (Chaparral)
- Gadsden High School (Anthony)
- Santa Teresa High School (Santa Teresa)
- Alta Vista Early College High School (Anthony)
- Desert Pride Academy (Anthony)

Escuelas medias:
- Chaparral Middle School (Chaparral)
- Gadsden Middle School (Anthony)
- Santa Teresa Middle School (Santa Teresa)

Escuelas primarias:
- Anthony Elementary School (Anthony)
- Berino Elementary School (Anthony)
- Chaparral Elementary School (Chaparral)
- Desert Trail Elementary School (Chaparral)
- Desert View Elementary School (Sunland Park)
- Gadsden Elementary School (Anthony)
- La Unión Elementary School (La Unión)
- Loma Linda Elementary School (Anthony)
- Mesquite Elementary School (Mesquite)
- North Valley Elementary School (San Miguel)
- Riverside Elementary School (Sunland Park)
- Santa Teresa Elementary School (Santa Teresa)
- Sunland Park Elementary School (Sunland Park)
- Sunrise Elementary School (Chaparral)
- Vado Elementary School (Vado)